# 黎仲适
黎仲适（1930年1月1日—2022年12月16日），又譯作黎仲括，越南共和國律師、政治人物。曾於1975年4月出任越南共和國最後一個內閣的主管政治事務國務卿。

## 生平
黎仲适1930年出生於順化，父親黎仲甫（Lê Trọng Phủ）是順化阮朝朝廷的官員。
1955年，黎仲适畢業於西貢大學，取得法律執業學位。
2013年，黎仲适發起「越南民族自決運動」（Phong Trào Dân Tộc Tự Quyết Việt Nam）。
2015年起，黎仲适領導「越南共和國法定政府」組織。
2022年12月16日，黎仲适在法國巴黎逝世。

## 個人生活
黎仲适是佛教徒。

## 外部鏈接
- Luật Sư Lê Trọng Quát Ra Mắt Sách Mới（页面存档备份，存于）